# Automatización de mercadotecnia basado en voz
La automatización de mercadotecnia basada en voz (Voice-based marketing automation, VBMA) se refiere a las plataformas de software diseñadas para mercadotecnia, ventas y departamentos de soporte para medir, gestionar y automatizar las conversaciones telefónicas. Los departamentos de marketing, los equipos de ventas y agentes de apoyo utilizan VBMA para iniciar, administrar, supervisar, dar seguimiento, encaminar, registrar y reportar en ventas y dar soporte a las conversaciones telefónicas.
La automatización de marketing basada en voz abarca una amplia gama de herramientas de automatización y análisis. Se utiliza como una solución independiente y como una manera de complementar las funciones del software de automatización de marketing tradicional.

## Comparación con la automatización de marketing
| Actividad                    | Automatización de marketing                                                                                   | Automatización de marketing basado en voz                                                                                     |
| ---------------------------- | --- | --- |
| Generar clientes potenciales | Utiliza los correos electrónicos y formularios web para atraer clientes potenciales a través de la web.       | Utiliza transmisiones de voz, encuestas telefónicas, y mensajes de texto SMS para atraer clientes potenciales vía telefónica. |
| Dar seguimiento              | Registra y da seguimiento a los correos electrónicos, las descargas de Internet, y la actividad del sitio web | Registra y da seguimiento a las transmisiones de voz y las llamadas entrantes.                                                |
| Evaluar                      | Utiliza formularios web para que los clientes potenciales los califiquen o los evalúen.                       | Utiliza IVR (Respuesta de voz interactiva) para que los clientes potenciales los califiquen o evalúen vía telefónica.         |
| Dirigir                      | Dirige/Enfoca sus sitios web a las ventas                                                                     | Dirige/Enfoca sus llamadas telefónicas a las ventas                                                                           |
| Retroalimentar               | Utiliza correos electrónicos para que el cliente los retroalimente                                            | Utiliza transmisiones de voz, encuestas y mensajes de texto SMS para que el cliente los retroalimente                         |
| Reportar                     | Genera informes de tiempo real sobre lo que los clientes comentaron en la web                                 | Genera informes de tiempo real sobre lo que los clientes comentaron vía telefónica                                            |
| Integración de CRM           | Comparte datos con CRM (Administración basada en la relación con los clientes)                                | Comparte datos con CRM (Administración basada en la relación con los clientes)                                                |

## Crecimiento de la automatización de marketing basado en voz
Las plataformas de automatización de marketing basado en voz, se han convertido en una solución integrada en respuesta al crecimiento de usuarios móviles y de publicidad móvil. Se estima que la búsqueda móvil generará 73 mil millones de llamadas a las empresas (frente a 30 mil millones en el 2013) por lo que las empresas están poniendo más énfasis en las llamadas telefónicas como una fuente principal de clientes, como es evidente por el estimado de 64,6 mil millones de dólares gastados anualmente en anuncios para generar llamadas telefónicas. Los avances en el análisis de llamadas se han hecho para proporcionar a las empresas una visión más profunda de medir y optimizar las llamadas entrantes.

## Funcionalidad
El software de automatización de marketing basado en voz se compone de las siguientes piezas esenciales para la funcionalidad:
- El Registro de llamadas permite a los vendedores vincular las llamadas telefónicas entrantes con la fuente específica de marketing (publicidad, búsqueda por palabra clave, correo electrónico, código QR, sitio web, colateral, feria comercial, u otra fuente) que la originó.
- La Respuesta de voz interactiva (IVR) es una tecnología basada en la nube que le permite a una computadora interactuar con los seres humanos a través del uso de la voz y los tonos DTMF de entrada a través del teclado. Las IVR de entrada se usan como auto-asistentes para responder, calificar, y dirigir las llamadas de las personas al área de la organización que deseen. También pueden ser utilizadas para procesar órdenes o proporcionar información básica sin la participación de un operador en vivo. Las IVR de salida se utilizan en las campañas de difusión de voz para realizar encuestas a clientes, solicitar y procesar pedidos, y mucho más.
- La Difusión por voz es una técnica de comunicación masiva que transmite mensajes telefónicos a cientos o miles de receptores de la llamada a la vez. Estos mensajes son un medio de automatizar recordatorios de citas, confirmaciones de entrega, promociones de eventos, nuevos pedidos, cuentas por cobrar, encuestas telefónicas y mucho más. Las difusiones de voz transmitidas a través de la automatización de marketing basado en la voz pueden ser grabaciones de audio, mensajes de texto a voz, o un IVR para el manejo de la interacción con el receptor. El sistema también puede reproducir diferentes mensajes si una persona viva responde o si la llamada se va al buzón de voz
- El Enrutamiento de llamadas y el reenvío consiste en pasar las llamadas entrantes a un lugar específico, departamento, agente o grupo de agentes sobre la base de diversos criterios, automáticamente.
- El Control de llamadas permite a los agentes aceptar o rechazar llamadas sobre la base de la información de la persona que está llamando...
- La Transcripción de llamadas capta las interacciones de voz al transcribir las conversaciones, las respuestas IVR, y los mensajes de voz.

- La Grabación automática de llamadas guarda las llamadas o porciones de llamadas como archivos de audio.
- Los Paneles del agente aparecen en la pantalla del personal de ventas y de apoyo y muestran información sobre las llamadas entrantes, como sus nombres, números de teléfono, la fuente de marketing desde la que están llamando y la información CRM.
- Los Tableros de mando del administrador aparecen en la pantalla de la computadora del director del equipo de ventas o de apoyo y les permiten controlar las actividades del agente.
- El Formulario web que desencadena una llamada inicia una llamada al agente de una compañía cuando un visitante entra a su sitio web y deja su número de teléfono en un formulario web. Si el agente de la compañía acepta la llamada, el sistema llama al visitante del sitio web y los conecta a ambos en una conversación.
- La Mensajería SMS 'es un servicio donde las empresas pueden enviar mensajes de texto a su base de uso para generar y cuidar clientes potenciales, confirmar citas y entregas, proporcionar alertas y otras funciones.
- La Integración API es un protocolo destinado a ser utilizado como una interfaz para que los componentes del software se comuniquen entre sí.
- El Software de análisis permite a los profesionales de software llevar a cabo la exploración y el análisis de datos para obtener información detallada y procesable para completar diversas tareas.

## Uso de la automatización de marketing basado en voz
Hay tres tipos de grupos que utilizan el software de automatización de marketing basado en la voz:
- Los Mercadólogos utilizan la automatización de marketing basado en la voz para generar, dar seguimiento, calificar, filtrar, dirigir, e informar sobre las llamadas de ventas entrantes. También utilizan el componente de grabación de llamadas para revisar las ventas y dar soporte a las llamadas.
- Los Vendedores utilizan la automatización de marketing basado en la voz para captar y responder a los clientes potenciales vía telefónica. A menudo establecen un call center virtual para gestionar, dirigir, y registrar las llamadas de ventas entrantes. Los equipos de ventas también utilizan los componentes de transmisión de voz y de mensajería SMS para automatizar la comunicación de la información y para procesar los pedidos.
- Los Profesionales de apoyo utilizan la automatización de marketing basado en la voz para proporcionar servicio al cliente vía telefónica usando un call center virtual para manejar las llamadas de apoyo. El software permite a los agentes trabajar desde cualquier lugar al igual que recibir y transferir llamadas utilizando cualquier tipo de teléfono. Los equipos de apoyo a menudo usan el componente de tecnología IVR para responder llamadas entrantes, dar respuestas a las preguntas de rutina, realizar encuestas, y las dirigir las llamadas de las personas que necesitan hablar con una persona viva, un agente o un grupo de agentes.